# Le Naufrage du « Titan »
Ne doit pas être confondu avec Naufrage du Titanic ou Accident du submersible Titan.
Le Naufrage du « Titan » (titre original : Futility) est un roman court écrit par Morgan Robertson et publié en 1898 sous le titre Futility (en français Futilité). Il raconte l'histoire d'un paquebot, le Titan, plus grand navire de son époque, qui sombre dans l'océan Atlantique après avoir heurté un iceberg. Le naufrage cause de nombreuses morts à cause du manque de canots de sauvetage à bord.
Le roman, peu notable lors de sa sortie, connaît un succès imprévu en 1912 à la suite du naufrage du Titanic. Nombreux sont ceux, en effet, qui observent un grand nombre de similitudes entre la catastrophe et l'histoire imaginée par Robertson. Aussi, et bien que de nombreux points divergent entre les deux naufrages, certains voient dans cet ouvrage une prédiction du drame qui a touché le Titanic. Cependant, les historiens considèrent que cette coïncidence s'explique notamment par les connaissances maritimes de l'auteur, qui lui ont permis d'anticiper ce qui se passerait tôt ou tard.
Le livre n'en reste pas moins très lié à l'histoire du paquebot et est cité dans de nombreux ouvrages sur le sujet. Une traduction française a également vu le jour lorsque le film Titanic de James Cameron a relancé un fort engouement pour le navire.

## Résumé

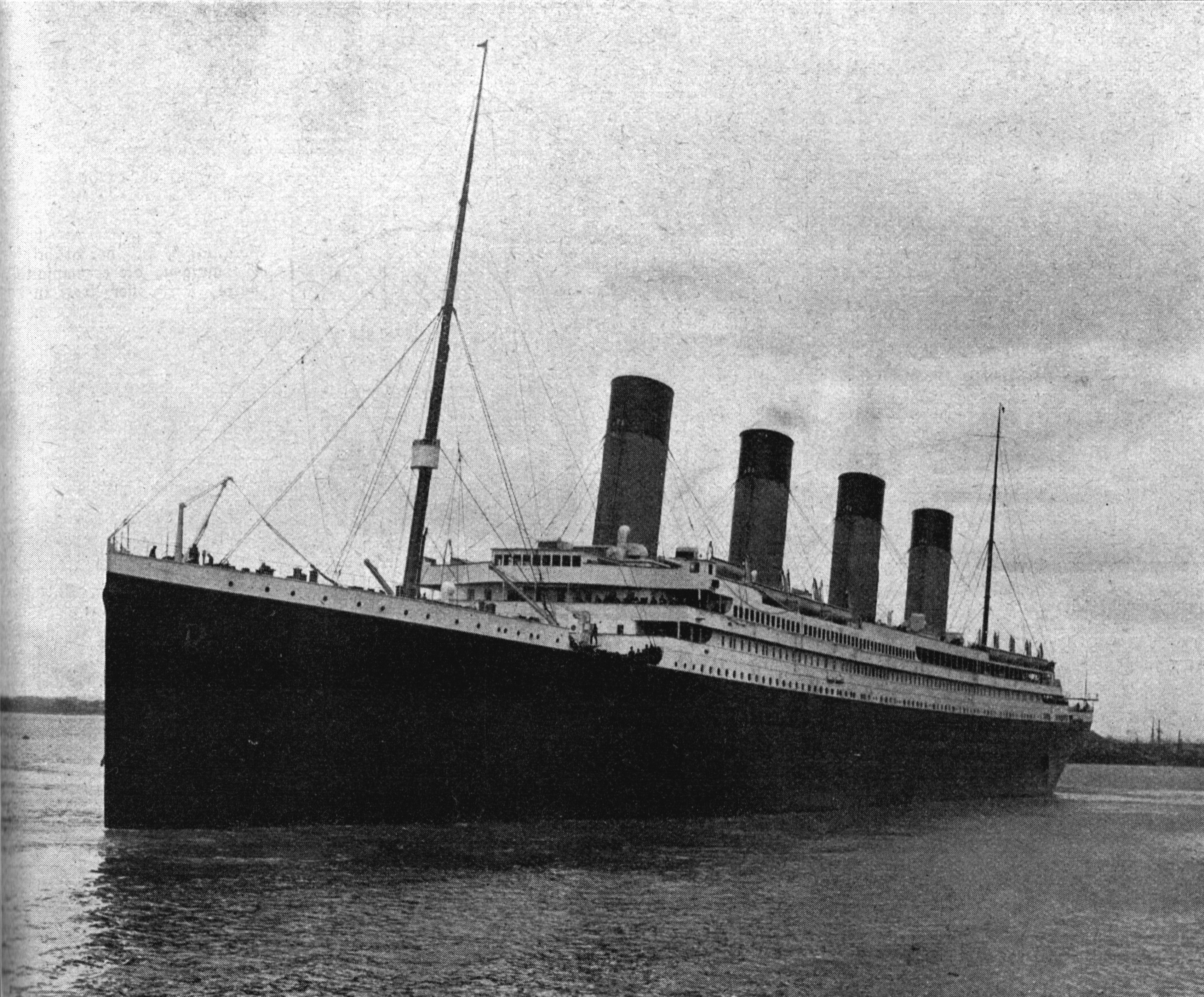
Un certain nombre de points de l'histoire du Titan sont semblables à l'histoire du Titanic.

Le récit du naufrage évoque à nos yeux celui du Titanic, mais par des détails annexes dans l'intrigue. Le roman raconte surtout la poursuite d'un amour perdu par un marin qui a sombré dans l'alcoolisme. L'auteur attache moins d'importance aux questions techniques qu'aux imbroglios juridiques et aux faux-fuyants des officiers du navire comme des ronds-de-cuir restés à terre.
Le Titan est le plus gros paquebot du monde, et le plus rapide. Ses 19 compartiments étanches lui permettent de rester à flot à la suite de n'importe quelle collision, et le navire est considéré comme insubmersible. Aussi ne comporte-t-il de canots que pour 500 personnes alors qu'il peut embarquer plus de 3 000 passagers. Ses propriétaires le lancent donc à toute vitesse dans l'océan Atlantique, considérant que, dans le cas d'une collision avec un navire, seul celui-ci serait durement touché. C'est d'ailleurs ce qui se produit lorsque le Titan heurte un trois-mâts par mauvais temps : le voilier, coupé en deux, sombre alors que le paquebot poursuit sa route intact.
L'histoire suit le marin John Rowland, un lieutenant de la Royal Navy tombé en disgrâce, qui a sombré dans l'alcoolisme avant d'embarquer comme membre d'équipage du paquebot. À bord, il croise son ancienne fiancée, désormais mariée et mère d'une petite fille. Rowland refuse le pot-de-vin offert par le capitaine Bryce pour taire l'abordage du voilier, incident passé sous silence dans le journal de bord. Les officiers tentent dès lors de perdre Rowland pour se débarrasser d'un témoin gênant. Il est drogué, envoyé comme vigie en dehors de ses heures de quart... et de ce fait incapable de signaler à temps l'iceberg qui se profile devant le Titan. Le navire percute le champ de glace, glisse à la surface de celui-ci puis bascule de côté, avant de sombrer par l'arrière. Les machines arrachées de leur socle crèvent la coque, ce qui rend les cloisons étanches inutiles. Les canots, fixés par de solides cordages, ne peuvent être mis à l'eau à temps... Seul Rowland et une douzaine d'autres personnes survivent. Il réussit à échapper à la mort en sautant avec une petite fille sur l'iceberg, alors que le canot numéro 24 emporte les officiers et quelques passagers - dont la mère de l'enfant. La fillette est bien sûr celle de l'ancienne fiancée de Rowland, qui veillera désormais sur elle comme sur sa propre enfant. S'ensuivent un certain nombre d'aventures, notamment un combat avec un ours blanc, avant que Rowland et la fillette ne soient finalement secourus par un voilier. Rowland, blessé, se verra amputé d'un bras.
Dans la dernière partie du livre entrent en scène les assureurs, propriétaires et officiers responsables du navire. C'est l'occasion pour l'auteur de faire le portrait du principal assureur, portrait fortement teinté d'antisémitisme... Le témoignage de Rowland se révèle déterminant : il prouve que les officiers ont commis un faux témoignage et caché l'abordage du trois-mâts, la veille du naufrage. Rowland fera en sorte de ruiner ou gêner toutes les parties impliquées, qu'il considère également coupables. Le principal actionnaire du navire décède d'une attaque, l'assureur voit se profiler la banqueroute, et les officiers rescapés s'embarquent pour des destinations lointaines sous de fausses identités, de crainte de poursuites.
Rowland refuse toute aide et toute offre d'emploi. Son seul souhait est de ramener à sa mère la fillette rescapée, pour prouver sa bonne foi à celle qu'il a aimée autrefois. Mais la malchance le poursuit : on l'accuse d'avoir enlevé l'enfant, et la famille de celle-ci remue ciel et terre pour le voir condamné. Rowland ne doit son salut qu'à un juge peu empressé de juger en terre américaine une affaire survenue sur un navire britannique. Sans ressources et sans abri, mais déterminé, Rowland retrouve progressivement une position sociale acceptable... à terre. La fin, assez pessimiste, est un peu tempérée par la réécriture faite par l'auteur en 1912, qui laisse espérer une réconciliation entre Rowland et son ancienne fiancée.

## Postérité

### D'étonnantes similitudes

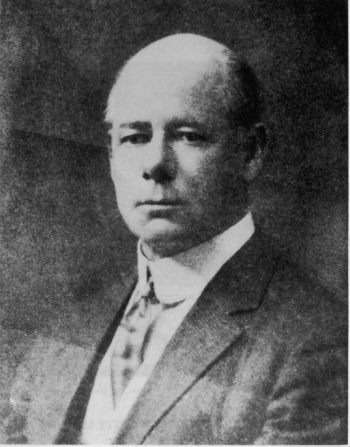
Morgan Robertson avait travaillé dans la marine et connaissait donc bien les navires et leurs possibles évolutions.

Le naufrage du Titanic, qui survient le 15 avril 1912, attire l'attention sur l'ouvrage, qui avait été très peu diffusé et vendu à sa sortie. En effet, un certain nombre de similitudes frappantes touchent les deux navires. Déjà, le nom même des deux navires les rapproche inévitablement : la White Star Line a conçu dès le début du XXe siècle trois paquebots très ressemblants, l'Olympic, le Britannic et le Titanic (qui rajoute donc le suffixe "-ic" des navires de l'époque au Titan de Robertson. 
Le Titan mesure un peu plus de 240 mètres là où le Titanic en atteint 269 (des dimensions incomparables dans leurs contextes), tous deux atteignent la vitesse de 25 nœuds, voyagent dans l'Atlantique nord au mois d'avril, et sombrent en heurtant un iceberg, cause de naufrage peu répandue. De plus, les deux navires sont réputés comme étant très sûrs grâce à leurs compartiments étanches, et transportent un nombre insuffisant d'embarcations de sauvetage. Les deux heurtent également l'iceberg par tribord, de plus les deux icebergs ont été repérés au dernier moment, c'est-à-dire une trentaine de secondes avant l'impact. Ces similitudes entre les deux événements poussent certains à parler de prémonition, et du fait que Robertson aurait « vu » le naufrage avant qu'il ne se produise. 
Toutefois, si le livre comprend d'étonnantes coïncidences, il contient également quelques différences, notamment en ce qui concerne le déroulement du naufrage. Le Titan, contrairement au Titanic et aux grands paquebots de l’époque qui ont un fond plat, possède une quille fine qui est censée lui permettre une grande vitesse, et qui joue un rôle déterminant dans le naufrage puisque le navire ayant atteint l’iceberg qui lui présente un grand plan incliné, glisse dessus avant de se coucher sur le flanc, puis glisser vers l’arrière et sombrer. Cependant, l'explication la plus retenue concernant ces coïncidences vient du fait que Morgan Robertson connaissait bien la marine de son époque, et qu'il pouvait de fait anticiper les possibles évolutions que connaîtraient les paquebots dans les décennies suivantes concernant la sécurité et le luxe. De fait, l'auteur pouvait supposer qu'un accident arriverait tôt ou tard, la question du nombre de canots de sauvetage à bord des navires prêtant déjà à polémique à l'époque.

### Une couverture médiatique tardive
Après le naufrage du Titanic, le livre est publié sous le titre The Wreck of the « Titan », mais son succès immédiat ne semble pas conséquent. Robertson profite de cette réédition pour modifier certaines caractéristiques du Titan pour les rapprocher de celles du Titanic : tonnage de 45 000 à 70 000 tonnes, puissance de 40 000 à 75 000 chevaux. En revanche, le Titan continue d’utiliser des voiles sur ses deux mâts, chose qui était déjà largement abandonnée avant 1898. Le livre s'impose cependant comme partie intégrante de la légende du Titanic, et est mentionné dans un certain nombre d'ouvrages sur le naufrage. C'est ainsi par un résumé de ce livre que l'historien Walter Lord commence son livre La Nuit du « Titanic ».
Le film de James Cameron Titanic entraîne un fort engouement pour le paquebot à la fin des années 1990, et une édition française du Naufrage du « Titan » est publiée en 2000. Des allusions au livre apparaissent également dans les médias. Un épisode de la série américaine One Step Beyond mentionne ainsi les similarités entre les deux navires. Le livre est également visible à plusieurs endroits du jeu vidéo « Titanic » : Une aventure hors du temps.
Le titre de l'ouvrage et son auteur sont par ailleurs mentionnés par John Newland dans l'épisode 2 de la première saison de la série fantastique One step Beyond, intitulé "Night of April 4th" (diffusé en 1959) et développant le thème de la prédiction entourant le fameux naufrage du Titanic.